# San Narciso
San Narciso (Bayan ng San Narciso) är en kommun i Filippinerna. Kommunen ligger på ön Luzon, och tillhör provinsen Quezon. Folkmängden uppgår till 38 474 invånare.

## Barangayer
San Narciso är indelat i 24 barangayer.
| - Abuyon - Andres Bonifacio - Bani - Binay - Buenavista - Busokbusokan - Calwit - Guinhalinan - Lacdayan - Maguiting - Manlampong - Pagkakaisa (Pob.) | - Maligaya (Pob.) - Bayanihan (Pob.) - Pagdadamayan (Pob.) - Punta - Rizal - San Isidro - San Juan - San Vicente - Vigo Central - Villa Aurin (Pinagsama) - Villa Reyes - White Cliff |